# Bassin d'Amundsen
Le bassin d'Amundsen est un bassin océanique parallèle à la dorsale de Lomonossov, dans l'océan Arctique. Il a été nommé d'après Roald Amundsen. Le Pôle Nord se situe dans ses eaux.

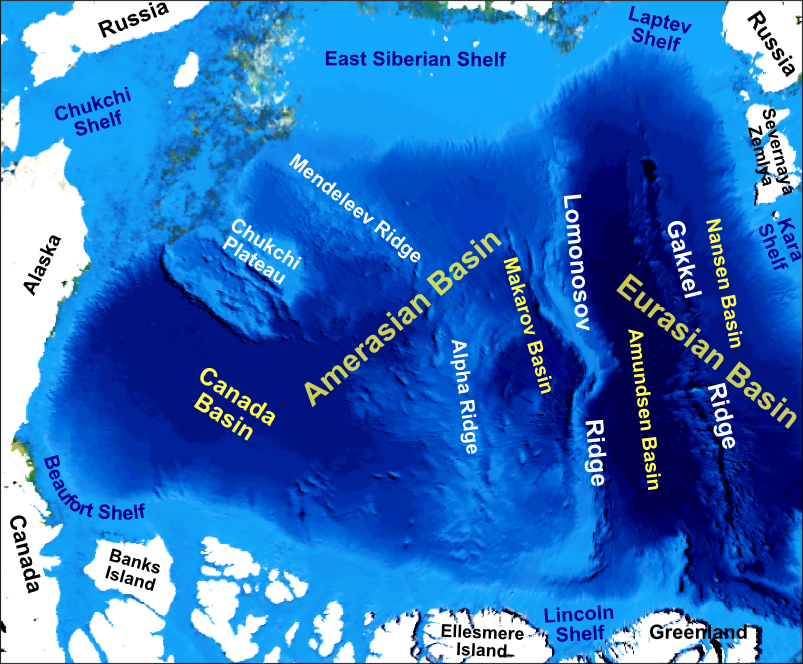
Géographie de l'océan Arctique

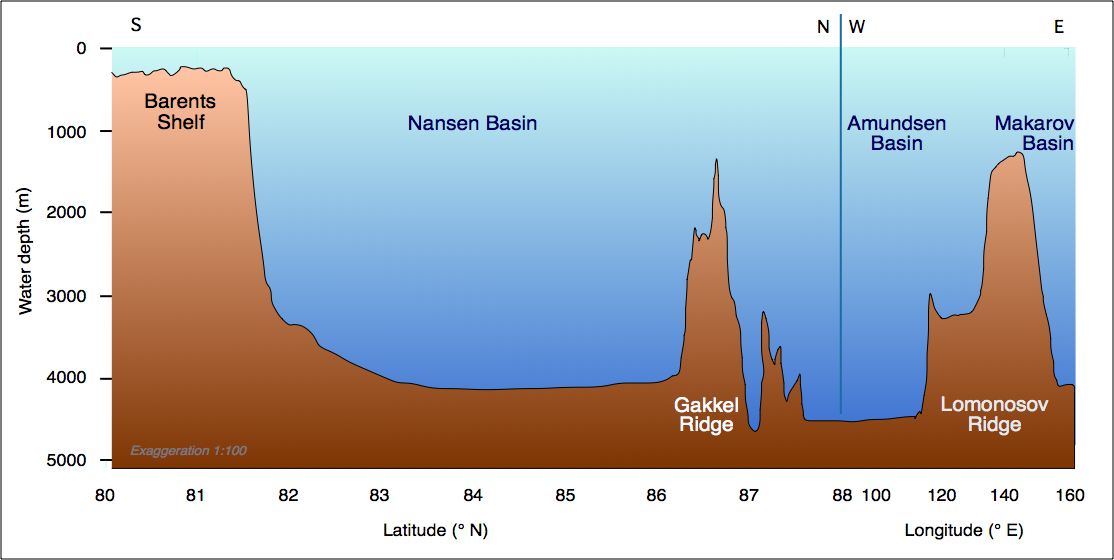
Profil de l'océan Arctique de la mer de Barents au pôle Nord géographique

## Géographie
Le bassin d'Amundsen, avec des profondeurs allant jusqu'à 4,4 km, est la plaine abyssale la plus profonde de l'océan Arctique. Il est encadré par la dorsale de Lomonossov et la dorsale de Gakkel.
Le système d'observation de la coopération russo-américaine Nansen et Amundsen Basin (NABOS) vise « à fournir une évaluation quantitative basée sur l'observation de la circulation, des transformations de la masse d'eau et des mécanismes de transformation dans les bassins eurasien et canadien de l'océan Arctique ».
Le bassin d'Amundsen s'est formé pendant l'ère cénozoïque à la suite de l'expansion des fonds océaniques.